# Manfred Trenz
Manfred Trenz (szül.: Saarbrücken, 1965. november 29.) német videójáték fejlesztő, aki főként a Katakis, R-Type és a Turrican játékokról ismert. Még az 1980-as években kezdett dolgozni a videójáték-iparban, majd később megalapította saját cégét, a Denaris Entertainment Software-t.

## Videójátékok
| - The Great Giana Sisters (1987) (Commodore 64) - R-Type (1988) (Commodore 64) - Katakis (1988) (Commodore 64) - Turrican (1990) (Commodore 64, Amiga) - Turrican II: The Final Fight (1991) (Commodore 64, Amiga) - Enforcer: Fullmetal Megablaster (1992) (Commodore 64) - Super Turrican (1992) (NES) - Super Turrican (1993) (SNES) - Turrican 3/Mega Turrican (1993) (Amiga, Mega Drive) - Rendering Ranger (1995) (SNES) - Turrican 3D (törölve) (Windows) - Micro Machines V3 (2000) (Game Boy Color) - Katakis 3D (törölve) (Game Boy Color) - CT Special Forces (2002) (PlayStation) - Moorhuhn Kart (2003) (PlayStation) - RTL Ski Jump 2004 (2004) (Windows) - Meine Tierpension (2005) (Game Boy Advance, Nintendo DS) - Dragon`s Rock - Drachenfels (2006) (Game Boy Advance) - Crazy Frog Racer (2006) (Game Boy Advance) - Meine Tierarztpraxis (2006) (Game Boy Advance, Nintendo DS) - Pferd & Pony - Mein Gestüt (2006) (Game Boy Advance, Nintendo DS) - Meine Tierpension 2 (2007) (Nintendo DS) - WinneToons - Die Legende vom Schatz im Silbersee (2007) (Nintendo DS) - Meine Tierarztpraxis - Einsatz auf dem Land (2007) (Nintendo DS) - Germany's Next Topmodel (2008) (Nintendo DS) - Ankh (2008) (Nintendo DS) - Wickie und die Starken Männer (2009) (Nintendo DS) - Mein Gestüt: Ein Leben für die Pferde (2009) (Nintendo DS) - Giana Sisters DS (2009) (Nintendo DS) |